# Potsdamer Sport-Union 04
Potsdamer Sport-Union 04 is een Duitse voetbalclub uit Potsdam in de deelstaat Brandenburg. Van 1917 tot 1932 speelde de club, met enkele onderbrekingen, in de hoogste klasse.

## Geschiedenis
De club werd op 13 februari 1904 opgericht als Potsdamer FC Union. In 1912 nam de club een terrein aan de Templiner Straße in gebruik. In 1917 nam de club vele spelers over van het ter ziele gegane FC Hellas 04 en de club promoveerde naar de hoogste klasse van de Brandenburgse voetbalbond. In 1918 fusioneerde de club met turnvereniging MTV 1860 en nam de naam Potsdamer Turn- und Sport-Union 1860 aan. In de competitie degradeerde de club. In 1921 promoveerde de club opnieuw naar de hoogste klasse. In 1922/23 werd de club vierde. Nadat voetbal- en turnclubs gescheiden werden onder druk van de overheid begin jaren twintig nam de voetbalclub in 1924 de naam Potsdamer Sport-Union 04 aan. Na enkele middelmatige plaatsen degradeerde de club in 1927/28. Na één seizoen keerde de club terug en kon dan nog drie jaar in de hoogste klasse spelen alvorens te degraderen.
Na de invoering van de Gauliga in 1933 slaagde de club er niet meer in om in de hoogste klasse te voetballen. Na de Tweede Wereldoorlog werden alle Duitse voetbalclubs ontbonden. Er kwam een nieuwe club in Potsdam onder de naam SG Potsdam. Uit de restanten van het vroegere Sport-Union werd in 1949 BSG Konsum Potsdam opgericht dat in augustus 1951 de naam BSG Empor Südwest Potsdam aannam. In 1952 werd de club ook actief in hockey en schaken. In 1955 fusioneerde de club met Empor Nordost en werd zo BSG Empor Potsdam. De club werd nu ook actief in tafeltennis, zwemmen, badminton, handbal, volleybal en gymnastiek.
Na de Duitse hereniging werd Potsdamer Sport-Union 04 heropgericht op 23 juli 1970. De sportaccommodatie was erg verouderd er moest uitgeweken worden naar andere mogelijkheden om te spelen. In juli 1996 verlieten de voetballers de club om zich aan te sluiten bij SSV Turbine Potsdam. De sportfaciliteiten werden vernieuwd en in 1997 weer in gebruik genomen. In de zomer van 1997 werd ook opnieuw met voetbal begonnen.